# Salix phaidima
Salix phaidima är en videväxtart som beskrevs av Camillo Karl Schneider. Salix phaidima ingår i släktet viden, och familjen videväxter. Inga underarter finns listade i Catalogue of Life.